# Alliantie voor de Unie van Roemenen
De Alliantie voor de Unie van Roemenen (Roemeens: Alianța pentru Unirea Românilor, AUR - de afkorting zelf kan ook gelezen worden als "goud" in het Roemeens ) is een rechtse conservatieve en nationalistische politieke partij in Roemenië. Het werd opgericht op 1 december 2019, de nationale dag van Roemenië, in Alba Iulia door George Simion. Dit werd gedaan met de bedoeling deel te nemen aan de Roemeense lokale en parlementsverkiezingen van 2020. In een interview noemde Simion de Poolse radicaal-rechtse politieke partij PIS als een van zijn voorbeelden. 
De partij deed mee aan de lokale verkiezingen, haalde niet veel stemmen en won slechts in drie steden. Bij de parlementsverkiezingen won de AUR echter 9% van de stemmen in heel Roemenië en zijn diaspora, wat resulteerde in een verrassing die ertoe leidde dat de partij de op drie na grootste van het land werd.
AUR streeft naar de eenwording van alle Roemenen uit Roemenië en de Roemeens bevolkte naburige zones, en naar de ondersteuning van de Roemeense diaspora in andere landen. De partij streeft naar de eenwording van Roemenië en Moldavië, steunt het NAVO- lidmaatschap en streeft naar energieonafhankelijkheid voor Roemenië. Het wordt ervan beschuldigd ideeën tegen vaccinatie te steunen en anti-Hongaars. De vier hoofdpijlers van hun partij, die zij zelf omschrijven, zijn " familie, natie, christelijk geloof en vrijheid ".

## Geschiedenis
De partij is opgericht op 1 december 2019, tijdens de Grote Dag van de Unie van Roemenië .Dit werd gedaan in Alba Iulia, een stad die de Roemeense eenwording symboliseert. De leider, George Simion, zei dat de partij van plan was deel te nemen aan de Roemeense lokale en parlementsverkiezingen van 2020 in het land. George Simion was tot nu toe een campagnevoerder geweest voor de eenwording van Roemenië en de Republiek Moldavië. Claudiu Târziu, tot 2022 mede-partijleider, was lid van de Coalitie voor de Familie (Roemeens: Coaliția pentru Familie) die tevergeefs campagne voerde om het homohuwelijk te verbieden door middel van grondwetswijziging in een referendum in 2018.
Op 26 juni 2020 veroordeelde AUR de desinteresse van de Roemeense autoriteiten met betrekking tot de minderheidsrechten van de Roemenen in Servië en Oekraïne en verklaarde het hen volledig te steunen zodra het het Roemeense parlement zou binnenkomen. Twee dagen later veroordeelde AUR ook de 80ste verjaardag van de annexatie van Bessarabië, Noord- Boekovina en de Hertza-regio door de Sovjet-Unie en verklaarde dat "het onze plicht is om onze staat terug te winnen".
In aanloop naar de lokale verkiezingen van 2020 richtte AUR ook afdelingen op in het buitenland om de diaspora te bedienen. AUR richt zich hierbij op de diaspora die graag terug zou keren naar Roemenië maar daar vanwege de economische situatie vanaf ziet. In juli 2020 telde AUR 22 vestigingen in Europa en Noord-Amerika voor de Roemeense diaspora. De eerste hiervan werd opgericht in Wolverhampton, in het Verenigd Koninkrijk.
AUR was de enige partij in Roemenië die zijn steun uitsprak voor Donald Trump.

### Roemeense lokale verkiezingen 2020
Tijdens de Roemeense lokale verkiezingen van 2020 won AUR het burgemeesterschap in drie steden: Amara, Pufești en Valea Lungă . 

### Roemeense parlementsverkiezingen 2020
Bij de Roemeense parlementsverkiezingen van 2020 behaalde AUR een hoog percentage van de stemmen, aangezien het als de "verrassing" van Roemenië werd genoemd. De resultaten verhoogden ook de populariteit van de partij op internet. De partij kwam op de eerste plaats onder Roemenen in Italië, de grootste groep van de Roemeense diaspora, en liep een goede tweede plaats onder Roemenen in Frankrijk en Roemenen in Spanje. Het scoorde ook eerste in Cyprus.
AUR's kandidaat voor premier was Călin Georgescu, die 17 jaar voor de Verenigde Naties werkte.
Volgens een verklaring van AUR werden tussen 7 en 8 december 2020 in slechts 24 uur 15.000 Roemenen lid van de partij. Volgens dezelfde verklaring zou de partij 46 parlementszetels winnen in het Roemeens parlement voor de periode 2020-2024.
De partij behaalde goede resultaten op het platteland van Moldavië en Dobruja, gebieden die van oudsher gedomineerd werden door de grote partijen. Significante percentages zijn in de provincies waar de orthodoxe kerk een sterke invloed heeft en een groot aantal praktiserende gelovigen: Suceava - 14,72%, Botoşani - 14,62%, Neamț - 14,4%, Constanța - 14,2% en Vrancea - 13,43%.

### December 2020 - heden
Op 22 januari 2021 kondigde Simion aan dat de partij zich zou aansluiten bij de " Europese politieke familie van conservatieven en hervormers " na bezoeken aan Polen en Brussel.

## Ideologie
Volgens de website van de partij is het uiteindelijke doel van AUR om alle Roemenen te verenigen "waar ze zich ook bevinden, in Boekarest, Iaşi, Timișoara, Cernăuți, Timoc, Italië of Spanje ." Er zijn vier zelfbenoemde pijlers voor de partij: familie, natie, christelijk geloof en vrijheid . Ze noemden zichzelf "de verdedigers van de kerk". De partij is tegen wat zij genderideologie noemt en gelooft dat een natie geen kans heeft om te overleven "tenzij ze het oorspronkelijke patroon van het klassieke gezin cultiveert". 
De vertegenwoordigers van de partij werden populair op sociale media als gevolg van hun standpunt tegen maatregelen van de overheid tijdens de COVID-19-pandemie. Vooraanstaande leden, zoals Diana Iovanovici Șoșoacă, kregen duizenden volgers. De AUR wordt beschreven als een  "anti-geneeskunde, anti-vaccinatie". Het manifest van de partij verzet zich tegen secularisme en veroordeelt atheïsme, terwijl het tegelijkertijd beweert dat christenen worden vervolgd in Roemenië.  De partij heeft zich kritisch uitgelaten over de impact van de lokale autonomie van Hongaren in Roemenië (Szeklerland) op de rechten van etnische Roemenen in het centrum van het land, wat heeft geleid tot de beschuldigingen van anti-Hongaarse sentimenten. De laatste beschuldiging werd afgewezen door de president van AUR,  en de partij hekelde de media en beschuldigde deze ervan valse informatie over hun campagne te verspreiden. Simion noemt Wet en Rechtvaardigheid, de regerende partij in Polen, als een van zijn voorbeelden.
AUR wil Roemenië positioneren als leider in Midden- en Oost-Europa binnen de Europese Unie en de Republiek Moldavië integreren in Roemenië. De partij is pro- NAVO en beschouwt de integratie van Moldavië in Roemenië als een versterking van de oostflank van de NAVO. 
AUR wil de zelfvoorziening van Roemenië op het gebied van energie verzekeren, de vervolging van degenen die verantwoordelijk worden gehouden voor slecht beheerde postcommunistische privatiseringsprojecten en de strijd tegen illegale houtkap door de export van niet-verwerkt hout te verbieden. Bovendien wil AUR het onderwijssysteem hervormen en moderniseren, met een focus op het verminderen van de overhead van politiek bestuur om de kwaliteit en de beschikbaarheid van onderwijs in Roemenië te verbeteren.
De partij heeft een senaat, die gelijk staat aan het Nationaal Uitvoerend Comité van andere Roemeense partijen zoals de Sociaal-Democratische Partij (PSD), de Nationale Liberale Partij (PNL) en de Red Roemenië-Unie (USR).

## Electorale geschiedenis

### Wetgevende verkiezingen
| Verkiezing | Kamer   | Kamer | Kamer    | Senaat  | Senaat | Senaat   | Positie | Nasleep           |
| Verkiezing | Stemmen | %     | Zetels   | Stemmen | %      | Zetels   | Positie | Nasleep           |
| ---------- | ------- | ----- | -------- | ------- | ------ | -------- | ------- | ----------------- |
| 2020       | 535.828 | 9.08  | 33 / 330 | 541.935 | 9.17   | 14 / 136 | 4e      | oppositie (2020–) |

### Lokale verkiezingen

#### Nationale resultaten
| Verkiezing | Districtsraadsleden (CJ) | Districtsraadsleden (CJ) | Districtsraadsleden (CJ) | Burgemeesters | Burgemeesters | Burgemeesters | Gemeenteraadsleden (CL) | Gemeenteraadsleden (CL) | Gemeenteraadsleden (CL) | Totaal aantal stemmen | %    | Positie |
| Verkiezing | Stemmen                  | %                        | Zetels                   | Stemmen       | %             | Zetels        | Stemmen                 | %                       | Zetels                  | Totaal aantal stemmen | %    | Positie |
| ---------- | ------------------------ | ------------------------ | ------------------------ | ------------- | ------------- | ------------- | ----------------------- | ----------------------- | ----------------------- | --------------------- | ---- | ------- |
| 2020       | 71.022                   | 0,99                     | 0 / 1.340                | 26.596        | 0,33          | 3 / 3.176     | 35.797                  | 0,45                    | 79 / 39.900             | 71.022                | 0,99 | 12e     |

#### Burgemeester van Boekarest
| Verkiezing | Kandidaat      | Eerste ronde | Eerste ronde | Eerste ronde |
| Verkiezing | Kandidaat      | Stemmen      | Percentage   | Positie      |
| ---------- | -------------- | ------------ | ------------ | ------------ |
| 2020       | Claudiu Târziu | 4.445        |              | 7e           |